# تينا كامبل (قاضية)
تينا كامبل (بالإنجليزية: Tena Campbell)‏ هي محامية وقاضية أمريكية، ولدت في 1944 في وينديل في الولايات المتحدة.